# فورست فريدريك إدوارد يو توماس
فورست فريدريك إدوارد «تومي» ييو توماس جي سي (بالإنجليزية: F. F. E. Yeo-Thomas)‏، بريطاني الجنسية  (17 يونيو 1902 - 26 فبراير 1964)، حائز على صليب جورج والصليب العسكري. كان عميلًا تنفيذيًا للعمليات الخاصة البريطانية في الحرب العالمية الثانية. سُمي يو توماس من قبل العمليات الخاصة التنفيذية بأسماء رمزية وهي، «فرس البحر» و«شيلي». وعُرف لدى الغيستابو (الشرطة السرية الألمانية) باسم «الأرنب الأبيض». كان مجال عملياته الخاصة في الإدارة العسكرية في فرنسا (الحرب العالمية الثانية) وفرنسا الفيشية. وكان واحدًا من أكثر العملاء تأثيرًا  في الحرب العالمية الثانية.

## النشأة
وُلد فورست فريدريك إدوارد يو توماس في لندن، لتاجر الفحم جون يو توماس وديزي إثيل توماس (ولدت باسم بوروز). في وقت مبكر من حياته، انتقلت عائلته إلى دييب في فرنسا. تحدث فورست كلتا اللغتين بطلاقة، الإنجليزية والفرنسية. كان داعمًا للحرب البولندية السوفيتية 1919-1920، وقاتل إلى جانب البولنديين. قُبض عليه من قبل القوات الروسية السوفيتية، وهرب من السجن قبل تنفيذ حكم الإعدام عليه لخنقه أحد الحراس السوفيت.

## حياته بصفته عميلًا
بين الحربين، عمل فوريست لصالح إدوارد مولينو في داره للأزياء المشهورة، في باريس. بعد سقوط فرنسا وانسحاب دونكيرك الفوضوي في عام 1940، هرب فورست إلى إنجلترا، حيث عمل في البداية كمترجم فوري لقوات شارل ديغول الفرنسية الحرة. سرعان ما حصل على جائزة من شارل ديغول من قبل الإدارة التنفيذية للعمليات الخاصة البريطانية، وهي منظمة استخبارات وتخريب كانت قد شُكلت حديثًا. كان قد جند أيضًا في السلاح الجوي الملكي البريطاني، لكنه سرعان ما أصبح ضابطًا. في البداية، عمل يو-توماس بصفة إدارية، لكن سرعان ما اُستعين به  ليصبح ضابط اتصال في المكتب المركزي الفرنسي للمخابرات. نُقل لأول مرة إلى فرنسا المحتلة بالمظلات، وكان ذلك في 25 فبراير  1943.
أقام فوريست في فرنسا وإنجلترا صلات مع الرائد بيير بروسوليت وأندريه ديوافرين (الذي كان يطلق عليه اسم «العقيد باسي»)، وأنشؤوا بينهم إستراتيجية لعرقلة الاحتلال الألماني لفرنسا. خلال مهامه في فرنسا، تناول العشاء مع النازيين سيئي السمعة، مثل كلاوس باربي الذي كان يعرف باسم «جزار ليون»، وذلك لجمع معلومات مهمة، والعودة لاحقًا، في 17 سبتمبر 1943 إلى فرنسا.
تفاجأ فوريست من قلة الدعم اللوجستي والمادي الذي تلقته حركات المقاومة الفرنسية على عكس الدعم الذي كانت تتلقاه حركة المقاومة السرية الفرنسية التي قاومت القوات الألمانية خلال الحرب العالمية الثانية، لدرجة أنه توسل وينستون تشرشل -رئيس الوزراء البريطاني- لمدة خمس دقائق طالبًا مساعدته. تردد تشرشل في البداية، ولكن كان مفتونًا بما قاله توماس، فوافق على مساعدته في الحصول على موارد للمقاومة.
نقل فورست في فبراير 1944، باستعمال المظلات إلى فرنسا بعد الطيران من محطة القوات الجوية الملكية السابقة. ومع ذلك، تعرض للخيانة وقُبض عليه في محطة مترو باسي في باريس. في محاولة لإخفاء هويته الحقيقية، ادعى يو توماس أنه طيار بريطاني يدعى كينيث دودكين. ثم نقله الغيستابو إلى مقرهم في شارع فوش، لممارسة أساليب مختلفة من التعذيب الوحشي، بما في ذلك الغمر المتكرر في الماء البارد (في كل مرة، كان التنفس الصناعي ضروريًا لإعادته إلى الوعي)، وضرب جسدي لا يُحصى، وصدمات كهربائية لصعق أعضائه التناسلية. في سجن فريسنيس، قام فوريست بمحاولتين فاشلتين للهرب ونُقل أولاً إلى سجن كومبين ثم إلى معسكر اعتقال بوخنفالد. داخل المخيم، بدأ في تنظيم طريقة للهرب، ونجا للمرة الثانية. عند اعتقاله مجددًا، تنكر على هيئة مواطن فرنسي وأُرسل إلى معسكر لأسرى الحرب «ستالاج» بالقرب من مارينبورغ.
أثناء وجوده في بوكنفالد، التقى يو توماس مع القائد فيل لاماسون، الضابط المسؤول عن 168 فردًا من الطيارين المتحالفين المحتجزين هناك. ساعد يو توماس، رغم الخطر الكبير المحيط به، في نقل أسرار تتعلق  بأسر الطيارين من المعسكر إلى قوات لوفتفافه الألمانية، علمًا أن لوفتفافه هي المسؤولة عن أسرى حرب «السلاح الجو الملكي البريطاني»، وليس الغيستابو. كان عليه أن يتنكر في العديد من المرات، إضافة إلى إطلاقه النار على عميل معادٍ للهروب. في النهاية نجح ووصل إلى خطوط الحلفاء في أواخر أبريل 1945.

## بعد الحرب
بعد الحرب، كان يو توماس شاهداً مهماً في محاكمات نورنبيرغ الحربية في التعرف على مسؤولي بوخنوالد. كان أحد شهود الادعاء الرئيسيين في محاكمة بوخنفالد التي عقدت في معسكر الاعتقال داخاو بين أبريل وأغسطس 1947. أُدين في هذه المحاكمة 31 موظفًا من بوخنوالد بارتكاب جرائم حرب. كما كان شاهداً دفاعياً مفاجئًا في محاكمة أوتو سكورزيني لجرائم الحرب، وبالتحديد، تهمة استخدام سكورزيني للزي الرسمي الأمريكي في التسلل إلى الخطوط الأمريكية (عملية غرايف). شهد يو توماس، أنه وعملاءه كانوا يرتدون الزي الألماني أثناء العمليات الخاصة التنفيذية. توفي في شقته في باريس عن عمر يناهز 61 عامًا بعد تعرضه لنزيف حاد. أُحرقت جثته في باريس من ثم أُعيدت إلى وطنه في مقبرة بروكوود، على متن حنطور.  يمكن العثور على قبره في حديقة صنوبر بليد التذكارية. احتُفل في مارس 2010، بذكراه بلوحة زرقاء من التراث الإنجليزي بُنيت في شقته في كوين كورت، حيث كان يعيش في شارع جيلفورد بكامدن بوسط لندن.

## الجوائز والتكريمات
قائمة ميداليات يو توماس:
- المملكة المتحدة:
  - صليب جورج
  - الصليب العسكري
  - نجم 1939-45
  - نجم فرنسا وألمانيا
  - ميدالية الدفاع البريطانية
  - ميدالية الحرب البريطانية 1939-45
  - وسام تتويج الملكة إيليزابيث الثانية
- فرنسا:
  - وسام جوقة الشرف
  - صليب الحرب، 4 أوراق نخيل برونزية
  - صليب المقاتل المتطوع 1939-1945
  - صليب المقاتل المتطوع في حملة المقاومة
- الولايات المتحدة الأمريكية: ميدالية النصر في الحرب العالمية الأولى (الولايات المتحدة)
- بولندا: صليب الاستحقاق الذهبي (بولندا)

تُعرض العديد من ميداليات يو توماس بالإضافة إلى صليب جورج، داخل معرض اللورد اشكروفت في متحف الحرب الإمبراطوري.

### اقتباس صليب جورج
جريدة لندن «ذا لندن غازيت»، 15 فبراير 1946:
"سُرّ الملك بتكريم صليب جورج لقائد الجناح الجوي العسكري فورست فريدريك إدوارد يو توماس، إم سي. (89215)، المتطوع الاحتياطي للقوات الجوية الملكية.
نُقل هذا الضابط إلى فرنسا في 25 فبراير 1943. لقد أبدى الكثير من الشجاعة والمبادرة خلال مهمته، وخاصة عندما ساعد الضابط الفرنسي الذي كان يتًبع من قبل عميل من غيستابو في باريس في الوصول إلى بر الأمان واستئناف عمله السري في منطقة أخرى. كما تولى مسؤولية إطلاق النار وإسقاط ضابط في سلاح الجو الأمريكي. دون القدرة على التكلم باللغة الفرنسية، كان من الممكن القبض عليه. عاد هذا الضابط إلى إنجلترا في الخامس عشر من أبريل عام 1943، في الطائرة التي أوصلت قائد الجناح الجوي العسكري  يو توماس. قام قائد الجناح الجوي العسكري  يو توماس بمهمة ثانية في 17 سبتمبر 1943. بعد وقت قصير من وصوله إلى فرنسا، اعتُقل العديد من الوطنيين. لم يبالي يو توماس لذلك، وواصل مهمته في البحث عن الاستفسارات اللازمة وحصل على المعلومات التي مكنت من تحسين الوضع اليائس هناك. نجا بصعوبة في ست حالات اعتقال. عاد إلى إنجلترا في الخامس عشر من نوفمبر عام 1943، حيث أحضر محفوظات المخابرات البريطانية التي أمّنها من منزل يحرسه الغيستابو.